# Косово на зимових Олімпійських іграх 2022
Збірна Косова взяла участь у зимових Олімпійських іграх 2022, що тривали з 4 до 20 лютого в Пекіні (Китай).
Збірна Косова складалася з двох гірськолижників (одного чоловіка й однієї жінки). Це була перша участь жінки від цієї країни в зимових Олімпійських іграх. Обидва гірськолижники як єдині представники своєї країни несли її прапор на церемонії відкриття.

## Спортсмени
Кількість спортсменів, що взяли участь в Іграх, за видами спорту.
| Вид спорту          | Чоловіки | Жінки | Загалом |
| ------------------- | -------- | ----- | ------- |
| Гірськолижний спорт | 1        | 1     | 2       |
| Загалом             | 1        | 1     | 2       |

## Гірськолижний спорт
Від Косова на ігри кваліфікувалися один гірськолижник і одна гірськолижниця, що відповідали базовому кваліфікаційному критерію.
| Спортсмен     | Дисципліна                    | 1-й спуск | 1-й спуск | 2-й спуск | 2-й спуск | Сума    | Сума  |
| Спортсмен     | Дисципліна                    | Час       | Місце     | Час       | Місце     | Час     | Місце |
| ------------- | ----------------------------- | --------- | --------- | --------- | --------- | ------- | ----- |
| Альбін Тахірі | Швидкісний спуск (чоловіки)   | Н/Д       | Н/Д       | Н/Д       | Н/Д       | 1:52.44 | 35    |
| Альбін Тахірі | Гігантський слалом (чоловіки) | 1:13.42   | 37        | 1:16.43   | 29        | 2:29.85 | 30    |
| Альбін Тахірі | Слалом (чоловіки)             | 1:04.01   | 44        | 58.93     | 36        | 2:02.94 | 37    |
| Альбін Тахірі | Комбінація (чоловіки)         | 1:52.44   | 22        | 55.85     | 15        | 2:48.29 | 15    |
| Кіана Кр'єзіу | Гігантський слалом (жінки)    | 1:18.78   | 59        | 1:23.41   | 49        | 2:42.19 | 49    |